# Década de 2060
Conforme padronização da norma internacional para representação de data e hora da Organização Internacional de Padronização (ISO), a década de 2060, também referida como anos 2060, década de 60 ou ainda anos 60, compreende o período de tempo entre 1 de janeiro de 2060 e 31 de dezembro de 2069.[carece de fontes?]

## Eventos esperados e previstos
- Prevê-se que a população mundial atinja 9,7 bilhões de pessoas de acordo com o Departamento de Assuntos Econômicos e Sociais das Nações Unidas.[1]

## Esporte
2060
- Jogos Olímpicos de Verão de 2060.

2062
- Jogos Olímpicos de Inverno de 2062.
- Copa do Mundo FIFA de 2062.

2063
- Copa do Mundo de Futebol Feminino de 2063.

2064
- Jogos Olímpicos de Verão de 2064.

2066
- Jogos Olímpicos de Inverno de 2066.
- Copa do Mundo FIFA de 2066.

2067
- Copa do Mundo de Futebol Feminino de 2067.

2068
- Jogos Olímpicos de Verão de 2068.